# HLTC Leimonias
Haagsche Lawn Tennis Club Leimonias is een Nederlandse tennisclub in Den Haag.
Leimonias werd op 1 mei 1888 opgericht. De club heeft anno 2016 ruim 1090 leden, waarvan 349 jeugdleden. Leimonias is de naam van een weekdierschelp.

## Geschiedenis
De club is gestart in 1888 op een grasbaan bij Stalhouderij van der Kuijlen bij Huize Meerdervoort. Na een maand verhuisde de club naar een grasbaan in de duinen, waar later Hotel de Witte Brug zou komen. Het jaar daarop kozen ze voor de 'moderne' cementbanen van de Bataaf.
In 1900 verhuisde de club weer, ditmaal naar een complex aan de Nieuwe Parklaan, de huidige M.E.T.S. banen. 
In 1938 verhuisde de club naar het huidige tennispark op Klein Zwitserland.
De beroemdste president (1914-1946) van Leimonias was Gerard Scheurleer (1886-1948), tevens negen keer tenniskampioen van Nederland. In 1924 werd hij tot erelid van de club benoemd.

## Scheurleertoernooi
Als hommage aan Scheurleer wordt jaarlijks dit jeugdtoernooi gespeeld. Ook werd in april 2000 een van de banen op Leimonias naar hem vernoemd.
Leimonias is Nederlands meest succesvolle tennisvereniging. In de gemengde competitie behaalde Leimonias twintig titels in de hoofdklasse A en later in de eredivisie. In de jaren 60 speelden Willem Maris, Evert Schneider, Hans van de Weg en Eddie Knol voor Leimonias in de hoofdklasse en werd het regelmatig clubkampioen. Bij de vrouwen speelde in die tijd onder andere Marijke Jansen-Schaar (NK kampioen) en Lidy Jansen-Venneboer uit Doetinchem. Joyce Marinkelle was daarvoor als vrouw enkelspeelster bij Leimonias. Ook Rolin Couquerque was een bekend oud-speelster bij Leimonias. De enige grandslamwinnares uit Nederland, Kea Bouman uit Almelo, speelde ooit bij Leimonias waar zij werd getraind door Leimonias-trainer Scheurleer.